# Gideon (Händel)

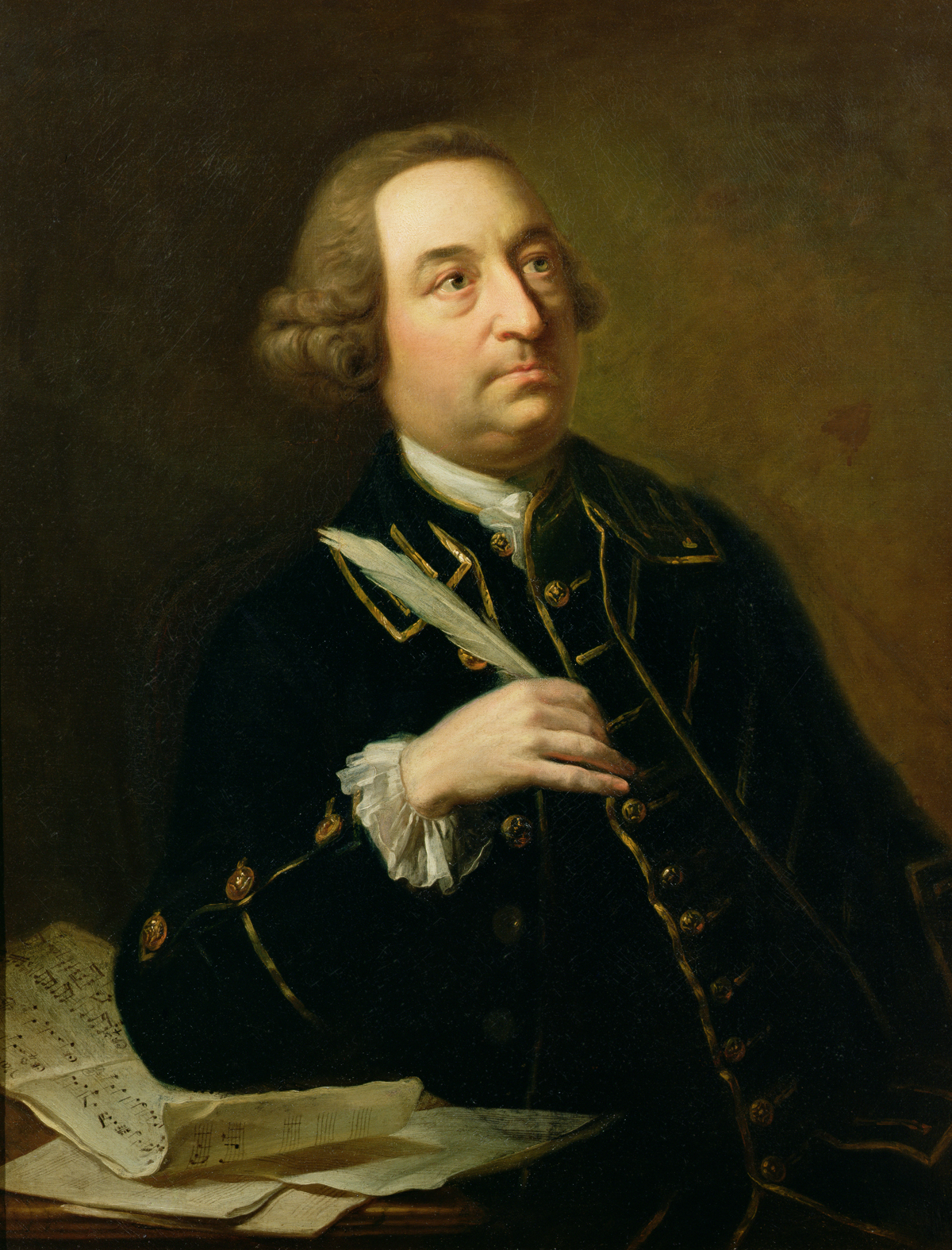
John Christopher Smith, c. 1763, per Johann Zoffany.

Gideon és un oratori pastitx compilat a partir d'obres de Händel per John Christopher Smith. S'estrenà el 10 de febrer de 1769 al Covent Garden, a Londres. La meitat d'aquest oratori es basa en obres de Händel; en minutatge, 75:17 són composicions de Händel i 76:36 de Smith”. Smith va utilitzar una obertura i sis elements vocals del seu propi oratori de 1762, The Feast of Darius.

## Context històric
John Christopher Smith, era fill del copista principal de Händel. De jove, als dotze anys, va rebre classes de clavecí del mateix Händel. El 1750, Smith va ajudar el compositor ja malalt en les representacions dels seus oratoris i va ser ell mateix un músic valorat, sent organista i director principal del Hospital Foundling.
Els recitatius són probablement obra de Smith, mentre les àries són, en gran part, de Händel. Entre les fonts principals usades per Smith hi ha les àries i els cors de salms que Händel va escriure a Roma quan era jove; Nisi Dominus i Dixit Dominus. Aquesta última obra, en particular, ha esdevingut força popular en l'actualitat, però no ho era per al públic protestant del segle xviii allunyats del catolicisme.

## Argument
La història tracta de la destrucció de l'ídol de Baal per Gideon (Gedeó), la derrota dels madianites i el miracle del folre polar. En aquest sentit, té una gran semblança amb molts altres temes d'oratoris de Handel.

## Personatges
- Gideon (tenor)
- Oreb (soprano)
- Joash (Baix)
- Àngel (soprano)
- Israelites (3) (soprano)
- Missatger (soprano)
- Israelites (contratenor)
- Profeta (baix)
- Sacerdot de Baal (baix)

## Enregistrament
- Barbara Hannigan, Linda Perillo, Nicola Wemyss (sopranos), Stephan MacLeod (baix), David Cordier (contratenor), Knut Schoch (tenor), Junge Kantorei (cor), Frankfurt Baroque Orchestra dirigida per Joachim Carlos Martini. Enregistrament realitzat a Kloster Eberach, Rheingau, Juny de 2003 (enregistrament en viu). NAXOS 8.557312-13 [2 CDs]. Durada 132’51.[3][1]